# Американская Кошка
Америка́нская Ко́шка — мыс на юге Чукотки, омывается Анадырским заливом Берингова моря.
Является северо-западным входным мысом залива Онемен. Представляет собой оконечность низкой песчано-галечной косы, отходящей от левого берега реки Анадырь. Берег в районе мыса отмелый, глубины вблизи мыса составляют от 0,6 до 2 м, грунт — песок, галька.
Мыс назван жителями села Марково в 1865 году, когда здесь работала американская экспедиция, проводившая изыскательские работы для строительства трансберингоморской телеграфной линии. В свою очередь кошкой русские казаки называли косу или отмель на взморье.
На мысе установлен навигационный световой знак, принадлежащий МО РФ.
В районе мыса Американская Кошка иногда наблюдаются сильные приливные течения. Скорость течения при отливе доходит до 7—10 км/ч, а скорость обратного течения во время прилива составляет 0,7—1 км/ч. Смена течений происходит очень быстро, и у места встречи течений противоположных направлений образуются водовороты, представляющие опасность для маломерных судов.